# Moreno Torricelli
Moreno Torricelli (Erba, 1970. január 23. –) olasz labdarúgó, edző.

## Pályafutása

### Játékosként
Karrierjét a lombardiai regionális bajnokságban szereplő AS Oggiorno csapatában kezdte. Két év után a Caratese csapatához szerződött, amely ekkor az ötödosztályban szerepelt.
Innen igazolta le 1992-ben a Juventus, vagyis Torricelli két csapata között négyosztálynyi különbség volt. A torinói csapatban gyorsan kiharcolta magának a kezdőcsapatbeli tagságot, és állandó résztvevője lett a Juventus egyik legsikeresebb időszakának. 1993-ban UEFA-kupát, 1996-ban BL-t, valamint három scudettót nyert a Juventusszal.
1998-tól a Fiorentina játékosa volt, a firenzei klubot 2002-ben hagyta el, amikor a klub egyre súlyosbodó anyagi problémákkal küszködött. Itt egy híján száz mérkőzésen lépett pályára.
A Fiorentina után még rövid ideig az RCD Espanyol játékosa volt, majd az Arezzóban fejezte be pályafutását.

### Edzőként
Első munkáját 2009 februárjában kapta, amikor a harmadosztályú Pistoiese szerződtette. Érkezésekor a csapat az utolsó helyen állt, innen sikerült Torricelli irányításával felküzdenie magát a tizenhatodik helyig, ám az osztályozón végül alulmaradt a Foligno ellen.
2009 nyarán a Figline vezetőedzője lett. A harmadosztályban újoncnak számító kiscsapatnál egyetlen szezont töltött, majd távozott.

## Sikerei, díjai
- Bajnok: 1995, 1997, 1998
- Kupagyőztes: 1995, 2001
- Szuperkupa-győztes: 1995, 1997
- BL-győztes: 1996
- UEFA-kupa-győztes: 1993
- UEFA-szuperkupa-győztes: 1996
- Interkontinentális kupagyőztes: 1996